# Grupa Titanului
Grupa 4 este a doua grupă a metalelor tranziționale din cadrul tabelului periodic. Această grupă este alcătuită din patru elemente - titan(Ti), zirconiu (Zr), hafniu (Hf) și rutherfordiu (Rf). Grupul mai este denumit ca "grupul titanului"sau familia "titanului, purtând numele celui mai ușor element. 